# Macau, as Duas Faces de Cláudia
Macau, as Duas Faces de Cláudia é uma série televisiva escrita por António Torrado e transmitida pela RTP2 em 1999, poucas semanas antes da transição de Macau para a China. A série narra as aventuras de Cláudia durante a sua estadia em Macau, onde a heroína se dirigiu em busca de si própria e dos segredos do seu nascimento.
A série foi rodada em Macau em 1999.

## Elenco
- Micaela Cardoso - Cláudia
- Patrícia Bull
- São José Lapa
- Philippe Leroux
- Margarida Marinho - Filomena
- Isabel Medina
- João Perry - Padre
- Rogério Samora - Rogério

## Reposições
A série passou novamente na TDM em setembro de 2015.